# La Palma, Pánuco
La Palma är en ort i Mexiko.   Den ligger i kommunen Pánuco och delstaten Veracruz, i den östra delen av landet, 300 km norr om huvudstaden Mexico City. La Palma ligger 15 meter över havet och antalet invånare är 246.
Terrängen runt La Palma är platt. Runt La Palma är det ganska glesbefolkat, med 32 invånare per kvadratkilometer. Närmaste större samhälle är Pánuco, 12,8 km söder om La Palma. Trakten runt La Palma består till största delen av jordbruksmark.